# Eusimara subfervida
Eusimara subfervida là một loài bướm đêm trong họ Noctuidae.